# Corella
Corella, en basc Korella, és un municipi de Navarra, a la comarca de Tudela, dins la merindad de Tudela. Limita amb Fitero, Cintruénigo, Tudela, Castejón, i Alfaro (La Rioja)

## Demografia
| Evolució demogràfica                               | Evolució demogràfica | Evolució demogràfica | Evolució demogràfica | Evolució demogràfica | Evolució demogràfica | Evolució demogràfica | Evolució demogràfica | Evolució demogràfica | Evolució demogràfica | Evolució demogràfica |
| 1996                                               | 1998                 | 1999                 | 2000                 | 2001                 | 2002                 | 2003                 | 2004                 | 2005                 | 2006                 | 2007                 |
| -------------------------------------------------- | -------------------- | -------------------- | -------------------- | -------------------- | -------------------- | -------------------- | -------------------- | -------------------- | -------------------- | -------------------- |
| 6 329                                              | 6 458                | 6 686                | 6 820                | 7 047                | 7 298                | 7 432                | 7 493                | 7 621                | 7 713                | 7 686                |
| Fonts: Corella i Institut d'Estadística de Navarra |                      |                      |                      |                      |                      |                      |                      |                      |                      |                      |

### Guerra Civil Espanyola
Corella amb 5700 habitants era una de les ciutats de Navarresa més poblada i rica. El 18 de juliol l'ajuntament republicà va celebrar la seva última sessió. El dia 19 d'hora van arribar nombrosos requetés, amb un tinent i diversos nombres de la Guàrdia Civil, que van ocupar l'ajuntament amb certa resistència dels funcionaris, a més de centres obrers i tavernes. En els primers escarceigs va haver dos ferits que serien rematats a la llitera on eren duts per la Creu Roja. Es va destituir tots els funcionaris i s'empresona als quals s'havien resistit, omplint-se les presons de Corella i Tudela. El regidor i jutge de pau Ricardo Campos tancat en una cambra va ser ruixat amb gasolina per uns coneguts feixistes que posteriorment li van calar foc. La informació que va donar el Diario de Navarra que s'havia suïcidat calant foc al paller del sòl. L'endemà van afusellar l'alcalde i diversos empleats. Al llarg del mes d'agost es van fent diferents saques de les presons. El dia 15, festivitat de la Verge, 27 corellans, a un li van tallar les mans per agafar-se desesperadament, al costat de tres de Fitero van ser duts al cementiri de Milagro on després de dir-los el cura Bernardo Catalán Estigueu tranquils perquè avui estareu sopant amb Déu. Els van anar matant entre bromes i cops. Els presos que quedaven foren obligats a anar "voluntaris" al front.
Van ser assassinats 87 corellans, no obstant això la matança va poder ser major, quan en el Front Nord van perdre la vida dos joves de dretes en circumstàncies confuses. Van anar a buscar quaranta detinguts que estaven a lal "cambra del Marquès" per a afusellar-los. En aquesta ocasió la Guàrdia Civil de Tudela ho va evitar.

## Personatges cèlebres
- Alonso López de Corella (1513 - 1584) metge del s. XVI. Autor de: "De vini comoditatibus".
- José Alonso Ruiz de Conejares (1781-1855). President del Tribunal Suprem i ministro de Gràcia i Justícia. Autor de: "Recopilación y comentarios de los Fueros y Leyes del Antiguo Reino de Navarra que han quedado vigentes de la Ley Paccionadora".
- Eduardo Alonso Colmenares (1822-1888). Ministre de Gràcia i Justícia amb Sagasta i Malcampo, de Foment amb el duc de Torre, i de Gràcia i Justícia, i Foment amb Alfons XII.
- Nicasio Arellano y Monreal (n. 1861). Bisbe de Tonkin.
- Mariano Arigita y Lasa (1864-1916). Canonge, arxiver i gran historiador de Navarra.
- José Luis de Arrese (1905, Bilbao - 1986, Corella), falangista i ministre durant la dictadura franquista.
- Antonio Catalán (1948-). Fundador de NH Hoteles i actual AC Hoteles
- Miguel Sanz Sesma (1952-), president del Govern de Navarra per UPN-PP